# Leucocythere helenae
Leucocythere helenae là một loài động vật giáp xác thuộc họ Limnocytheridae. Đây là loài đặc hữu của Nam Phi.